# Sarkophage des Hauses Reuß
Die Sarkophage des Hauses Reuß sind ein Konvolut aus heute noch elf verzierten Metall-Sarkophagen der Herren und (seit 1673) Grafen Reuß zu Gera aus dem 16. bis 18. Jahrhundert.

## Hintergrund
Die Stadt Gera war seit dem 16. Jahrhundert eine der Residenzen des Hauses Reuß. Von 1595 bis zu seinem Tod 1635 regierte Heinrich Posthumus Reuß von Gera aus alle Territorien der jüngeren Linie Reuß. 1647 teilten seine Nachkommen das Land unter sich auf, wobei Gera in der Hand des ältesten überlebenden Sohnes Heinrich II. verblieb, dessen Nachkommen dort bis zu ihrem Aussterben 1802 regierten.
Die Grablege der Geraer Linie der Reußen war die Johanniskirche am heutigen Johannisplatz in Gera, in der es mehrere Grüfte (Langhausgruft, Turmgruft und Chorraumgruft) gab.
Bei den elf erhalten gebliebenen reußischen Sarkophagen aus der ehemaligen Johanniskirche handelt es sich im Einzelnen um die Särge folgender Personen:
- neun Särge aus Kupfer:
  - Heinrich Posthumus (1572–1635)
  - Magdalene, geb. Gräfin von Schwarzburg-Rudolstadt (1580–1652), zweite Frau des Heinrich Posthumus
  - Heinrich II., der Jüngere (1602–1670), Sohn und Nachfolger des Heinrich Posthumus
  - Catharina Elisabeth, geb. Gräfin von Schwarzburg-Arnstadt (1617–1701), Frau Heinrichs des Jüngeren
  - Juliane Dorothea Reuß zu Gera (1649–1686), Tochter Heinrichs des Jüngeren
  - Christiane Sybille Reuß zu Gera (1653–1686), Tochter Heinrichs des Jüngeren
  - Heinrich IV. (1650–1686), Sohn und Nachfolger Heinrichs des Jüngeren
  - Anna Dorothea, geb. Gräfin von Schwarzburg-Sondershausen (1645–1716), Frau Heinrichs IV.
  - Heinrich XXII. (1680–1731), nicht regierender Sohn Heinrichs IV.
- zwei Särge aus Zinn:
  - Heinrich I. Reuß zu Gera (1595), ältester Sohn des Heinrich Posthumus, im Alter von sechs Monaten verstorben
  - Magdalene, geb. Gräfin von Hohenlohe-Langenburg (1572–1596), erste Frau des Heinrich Posthumus; in ihrem Sarkophag ruhen seit 1922 auch:
    - Heinrich XVIII. (1677–1735), Sohn und Nachfolger Heinrichs IV.
    - Heinrich XXV. (1681–1748), Bruder und Nachfolger Heinrichs XVIII.
    - Justine Eleonore Sophie, geb. Gräfin von Giech-Thurnau (1698–1718), erste Frau Heinrichs XXV.
    - Sophie Marie, geb. Pfalzgräfin von Birkenfeld-Gelnhausen (1702–1761), zweite Frau Heinrichs XXV.

Insbesondere der Sarkophag des Heinrich Posthumus gilt als Sepulkralkunstwerk von internationalem Rang. Er ist mit Bibelzitaten bemalt, die Heinrich Posthumus noch zu Lebzeiten selbst auswählte und die auch die Grundlage für die aus Anlass der Trauerfeierlichkeiten von Heinrich Schütz komponierten Musikalischen Exequien bildeten.

## Geschichte
Im schwersten Geraer Stadtbrand brannte die Johanniskirche am 18. September 1780 nieder und stand noch jahrzehntelang als Ruine. Langhaus- und Turmgruft blieben erhalten, die aus der zerstörten Chorraumgruft geborgenen Gebeine wurden in die Langhausgruft umgebettet. Als letzte Reußin wurde 1789 Sophie Henriette Dorothea von Stolberg-Roßla, geb. Reuß zu Gera, in der Turmgruft beigesetzt. Der letzte Angehörige der Geraer Linie der Reußen, Heinrich XXX., fand seine letzte Ruhe 1802 in der Salvatorkirche, ebenso wie 27 Jahre nach ihm seine Witwe Luise Christiane von Birkenfeld-Gelnhausen.

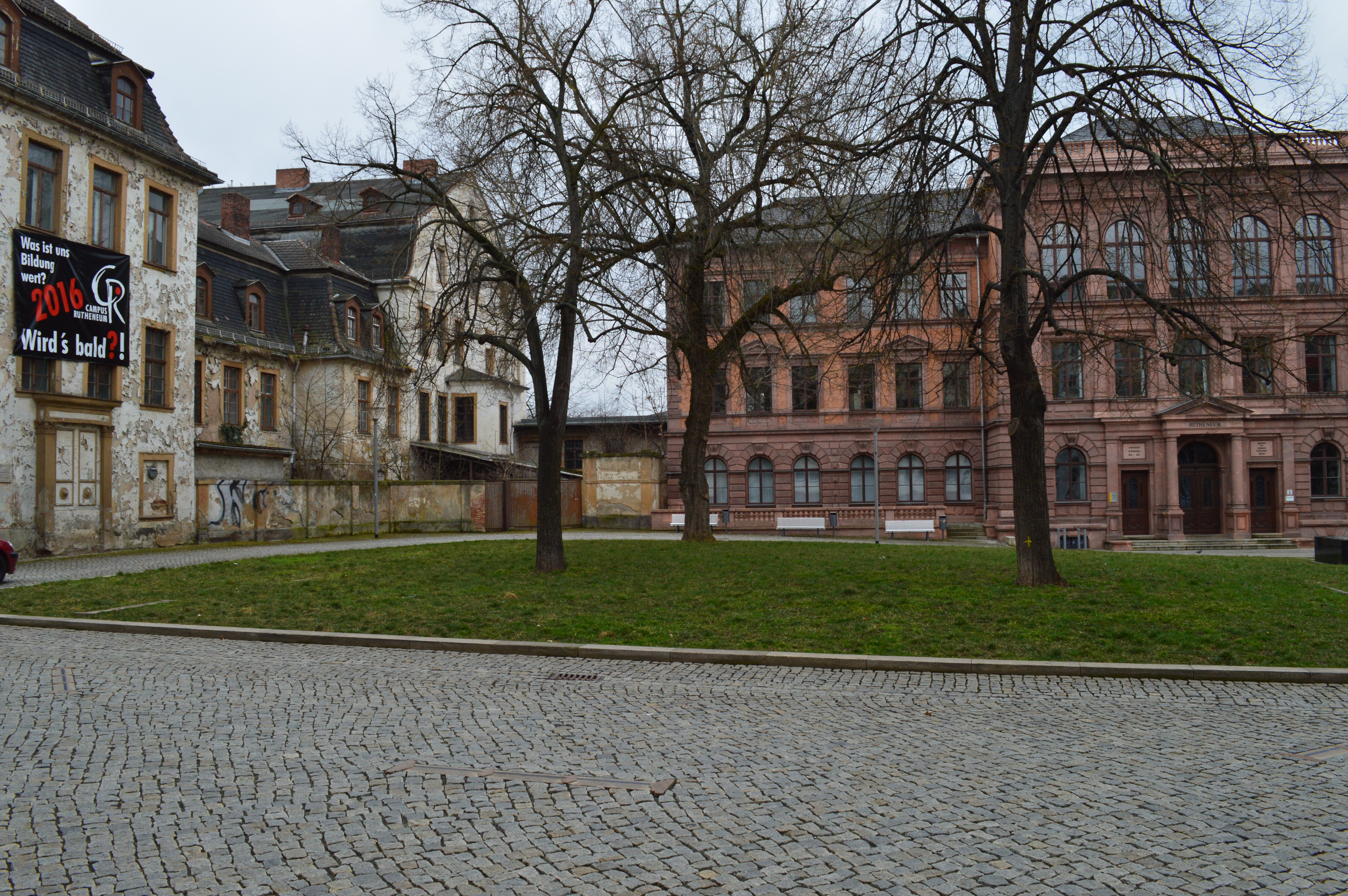
Johannisplatz in Gera, 2015: In diesem Bereich, heute größtenteils Grünfläche, stand bis 1780 die alte Johanniskirche.

1921 wurde die Gruft am Johannisplatz wiederentdeckt und geöffnet. Es wurden neun Kupfer-, drei Zinn- und ein Holzsarkophag entdeckt. Im März 1922 wurden elf der Särge in die ehemalige Kutschbachsche Gruft der Salvatorkirche überführt. Die sterblichen Überreste der beiden Grafen Heinrich XVIII. und Heinrich XXV. sowie der beiden Ehefrauen des Letztgenannten, deren Särge 1780 zerstört worden waren, wurden in den Sarkophag der Magdalene von Hohenlohe-Langenburg umgebettet. Der Sarkophag des Heinrich Posthumus wurde im Beisein des damaligen Stadtarchivars Ernst Paul Kretschmer geöffnet; drei bei dieser Gelegenheit entnommene Schmuckstücke – eine Gesellschaftskette und zwei Goldringe – wurden dem Haus Reuß übergeben.
1985 wurden die durch eindringendes Oberflächenwasser stark beschädigten Sarkophage in der Salvatorkirche erneut begutachtet. 1995 erfolgte ihre Überführung in die (1885 erbaute und nicht am selben Standort wie ihre Namensvorgängerin befindliche) Johanniskirche in Gera. Die Sarkophage des Heinrich Posthumus und seiner zweiten Ehefrau Magdalene von Schwarzburg-Rudolstadt wurden 1995/96 restauriert. 2007 wurden die elf Sarkophage in die alte Feierhalle auf dem Geraer Ostfriedhof überführt. Im Herbst 2022 konnten sie dort im Rahmen wöchentlicher Führungen erstmals seit langer Zeit öffentlich besichtigt werden. Der Sarkophag des Heinrich Posthumus war bereits wiederholt öffentlich ausgestellt: 2004 in der zweiten Thüringer Landesausstellung im Schloss Sondershausen, von 2004 bis 2007 im Heinrich-Schütz-Haus in Bad Köstritz, 2010 im Museum für Sepulkralkultur in Kassel sowie mehrfach im Stadtmuseum Gera.
Eine Lösung zur dauerhaften denkmalgerechten Unterbringung der elf Särge wurde bislang nicht gefunden. Die Särge gelten als Eigentum des Hauses Reuß. Heinrich XIII. Prinz Reuß setzte sich jahrelang für die Errichtung einer neuen, begehbaren Gruft auf dem Johannisplatz ein. Im Jahr 2014 stellte er dazu ein Konzept vor und erhielt die entsprechende Baugenehmigung durch die Stadt Gera. 2015 beschloss der Geraer Stadtrat die Bereitstellung der nötigen Flächen; finanziert werden sollte das Projekt ausschließlich von privater Hand. 2017 fand eine archäologische Sondierungsgrabung auf dem Johannisplatz statt. Nach der Festnahme Heinrichs XIII. Prinz Reuß im Dezember 2022 erklärte die Stadt Gera, dass der Stadtratsbeschluss zur Flächenbereitstellung zurückgenommen worden und auch die Baugenehmigung damit hinfällig sei.